# مالتینو (سرزمین آلتای)
مالتینو (به لاتین: Maletino) یک منطقهٔ مسکونی در روسیه است که در سرزمین آلتای واقع شده‌است.